# 月丘うさぎ
月丘うさぎ（つきおかうさぎ、1981年12月21日 - ）は、日本のAV女優。
身長166cm、スリーサイズ　B82cm(D-65) W57cm H84cm。趣味は水泳・歴史・暗記。

## 略歴
東京都出身。2003年に『ビージーン 19』でAVデビュー。

## 作品

### アダルトビデオ
単体出演作品
2003年
- ビージーン 19（7月4日 桃太郎映像出版）
- フロム ハート 6（10月24日 桃太郎映像出版）
- 体感ファックif...8 月丘うさぎは迷探偵（11月28日 桃太郎映像出版）

2004年
- 絶叫 エクスタシー（1月23日 桃太郎映像出版）
- Sky Angel 03（3月15日）
- 強淫絶頂2（4月17日）
- 百貨店の女 06（4月22日 光夜蝶）
- 極［ごくほん］本番 月丘うさぎ（4月23日 GLAY'z）
- 月丘うさぎ 補完計画（5月20日、ハンドメイドビジョン）
- 絶叫(二)+中出し（6月18日、桃太郎映像出版）
- ボディ＆ストッキング（7月1日、ワンズファクトリー）
- E→HIP 僕が月丘うさぎのお尻でシタイこと全部（8月1日、ワンズファクトリー）
- 超オマンコ主義14（8月13日 ワイルドサイド）
- 「強淫絶頂2」（8月20日 プレステージ）
- 喉の奥までチンポをブチ込め!（10月1日 ワンズファクトリー）
- 一流大学院生の接吻とセックス（10月10日 ドグマ）
- 絶頂痙攣（12月24日）
- 敏感白濁 うさぎ（12月27日）

2005年
- BUNNIE（2005年2月8日）
- MATERIALS バックフェティッシュ（3月10日、AVS）
- 絶叫痙攣潮吹き55連発（4月7日、アイエナジー）
- KOKESHI vol.23 卒業ウェディング（5月1日）
- FACE 月丘うさぎ（10月21日 アウダースジャパン）
- 僕、専用。 17号［USAGI］（12月17日 ゴーゴーズ）

2006年
- 足の先までオ・ン・ナ…　これが女の性!女子校生 紘世（ひろよ）（1月5日 なにわ書店）
- 濃縮 月丘うさぎ（5月19日 グラントレコーズ）
- 美尻大学院生（9月5日 実録出版）

共演作品
- エロ病棟 わいせつ看護婦 VOL.1（2003年9月5日 桃太郎映像出版）共演:安寿
- AVアイドルを舞台に上げてヤジとイジメで犯しまくる（2005年2月17日、甲斐正明事務所（ブリット））共演:星月まゆら、高知香澄、菊原まどか、沖那つばさ

オムニバス作品
2004年
- ひとりエッチ（1月23日 桃太郎映像出版）他出演:水野彩香、かわいゆい、安寿
- バニー倶楽部 4（5月14日 桃太郎映像出版）他出演:水原たま、松乃桃花、朝日奈まひる、はらだはるな
- 夏祭り![第3回]ゆかた美人大集合 10（7月9日 桃太郎映像出版）他出演:明乃夕奈、桜月舞、白河かれん、矢野温子
- 美脚ワイセツ女教師（7月30日 笠倉出版社）他出演:立花里子
- ゆかた娘（8月1日 ワンズファクトリー）他出演:小友里まこ、杏野るり、宮地奈々、友田真希、恵ちとせ、長谷川ちひろ
- 看護婦さん（9月1日 ワンズファクトリー）他共演:やなせりほ、風間ゆず、朝倉なほ（早乙女みなき）、緋村みこ、三好理恵、日高ゆりあ、鈴守エリナ
- パジャマっ娘（11月1日 ワンズファクトリー））他出演:星川ヒカル、長谷川ちひろ、秋月杏奈（紅音ほたる）、憂木瞳、友田真希

2005年
- 電マ攻撃 電マの快感におぼれる女たち（8月18日 アイエナジー）他出演:進藤美雪、紅音ほたる、君嶋もえ、麻生まりも、友田真希、桜田さくら、姫川麗、藤咲優華
- 月刊・クビレクィーン（10月21日 LEO）他出演:椎名真央、華純、小野かすみ、菊原まどか、すみれ、春野さくら、立花里子

### 出版物
- 『“恋愛”できないカラダ―名前のない女たち〈3〉』（中村淳彦著：インタビュー収録）